# Долиновка (Крым)
Доли́новка (до 1945 года Ста́рая Бурульча́; укр. Долинівка, крымскотат. Eski Burulça, Эски Бурулча) — село в Белогорском районе Республики Крым, в составе Цветочненского сельского поселения (согласно административно-территориальному делению Украины — Цветочненского сельского совета Автономной Республики Крым).

## Население
| 2001 | 2014 | 2021 |
| ---- | ---- | ---- |
| 703  | ↘680 | ↗827 |

Всеукраинская перепись 2001 года показала следующее распределение по носителям языка
| Язык             | Процент |
| ---------------- | ------- |
| русский          | 46.37   |
| крымскотатарский | 45.09   |
| украинский       | 7.97    |
| другие           | 0.14    |

### Динамика численности
| - 1915 год — 264 чел. - 1926 год — 96 чел. - 1939 год — 133 чел. - 1989 год — 374 чел. | - 2001 год — 703 чел. - 2009 год — 692 чел. - 2014 год — 680 чел. |

## Современное состояние
На 2017 год в Долиновке числится 9 улиц; на 2009 год, по данным сельсовета, село занимало площадь 395,1 гектара на которой, в 211 дворах, проживало 692 человека. В селе действуют общеобразовательная школа, сельский клуб, библиотека-филиал № 18, фельдшерско-акушерский пункт. Долиновка связана автобусным сообщением с райцентром, Симферополем и соседними населёнными пунктами.

## География
Долиновка находится на северо-западе района.на северной окраине Внутренней гряды Крымских гор, в средней части долины Бурульчи, на левом берегу реки. Высота села над уровнем моря — 213 м. Село лежит в 7 км севернее шоссе Симферополь — Феодосия, ближайшие сёла — Цветочное в 1,5 км выше по долине и Мельничное — в 5,5 километрах ниже. Расстояние до райцентра — около 26 километров (по шоссе), до железнодорожной станции Симферополь — примерно 36 километров. Транспортное сообщение осуществляется по региональной автодороге 35Н-125 Ударное — Красногорское (по украинской классификации — С-0-10349).

## История
Видимо, немецкая колония Бурульча возникла в конце XIX — начале XX века (в более ранних доступных документах не упоминается). В Статистическом справочнике Таврической губернии 1915 года, где в Табулдинской волости Симферопольского уезда уже значатся деревня, 2 экономии, имение и хутор Бурульча с населением 264 человека точно установить, какое из этих селений являлось предшественником Долиновки пока не представляется возможным — судя по описанию Николая Рухлова за 1911 год это могла быть экономия Н. А. Руссова (1 двор без населения).
После установления в Крыму Советской власти, по постановлению Крымревкома от 8 января 1921 года была упразднена волостная система и село вошло в состав вновь созданного Карасубазарского района Симферопольского уезда, а в 1922 году уезды получили название округов. 11 октября 1923 года, согласно постановлению ВЦИК, в административное деление Крымской АССР были внесены изменения, в результате которых округа ликвидировались, Карасубазарский район стал самостоятельной административной единицей и село включили в его состав. Согласно Списку населённых пунктов Крымской АССР по Всесоюзной переписи 17 декабря 1926 года, в селе Бурулча Старая, центре Старо-Бурулчинского сельсовета Карасубазарского района, числилось 23 двора, из них 21 крестьянский, население составляло 96 человек, из них 90 татар, 5 украинцев, 1 русский, действовала татарская школа. Постановлением ВЦИК от 10 июня 1937 года был образован новый, Зуйский район, в который вошло село. По данным всесоюзная перепись населения 1939 года в селе проживало 133 человека.
В 1944 году, после освобождения Крыма от фашистов, согласно Постановлению ГКО № 5859 от 11 мая 1944 года, 18 мая крымские татары были депортированы в Среднюю Азию. 12 августа 1944 года было принято постановление № ГОКО-6372с «О переселении колхозников в районы Крыма» и в сентябре 1944 года в район приехали первые новоселы (212 семей) из Ростовской, Киевской и Тамбовской областей, а в начале 1950-х годов последовала вторая волна переселенцев из различных областей Украины.
Указом Президиума Верховного Совета РСФСР от 21 августа 1945 года Старая Бурульча была переименована в Долиновку и Старо-Бурульчинский сельсовет — в Долиновский. С 25 июня 1946 года Долиновка в составе Крымской области РСФСР, а 26 апреля 1954 года Крымская область была передана из состава РСФСР в состав УССР. После ликвидации в 1959 году Зуйского района село включили в состав Белогорского. Время упразднения сельсовета пока не установлено: на 15 июня 1960 года село уже числилось в составе Цветочненского. В период с 1954 по 1968 год) к Долиновке присоединили село Фонтанка. По данным переписи 1989 года в селе проживало 374 человека. С 12 февраля 1991 года село в восстановленной Крымской АССР, 26 февраля 1992 года переименованной в Автономную Республику Крым. С 21 марта 2014 года в составе Крыма аннексирована Россией.